# Väderkvarnspalm
Väderkvarnspalm (Trachycarpus fortunei) är en palmart från bergstrakter i Asien. Det är en härdig och robust palm som i sitt ursprungsområde kan bli över tio meter hög. Bladen är solfjädersformade och stammen är brun och hårig, något som hjälper den överleva vintrarna i sina hemtrakter.
Väderkvarnspalmens goda köldhärdighet har gjort den populär utanför de områden som andra palmer kan växa i. Den har blivit mycket vanlig i områden av Europa med milda vintrar där den planteras som park- och gatuträd. I bland annat södra Schweiz har den spridit sig ut i det vilda och förvildade exemplar växer nu i vissa dalgångar.
Även i Skandinavien har denna palm blivit allt vanligare och kan beskådas bland annat i Botanisk Have i Köpenhamn. I Skanör/Falsterbo hade kommunen sedan 1998 två exemplar på friland, dessa dog dock vintern 2010-11. Palmen går också att finna planterad på friland i många privata trädgårdar i södra Sverige upp till åtminstone Uppsala.[källa behövs] Dock är lokationerna där den går att kultivera en längre period utan omfattande skydd (frigolit, värmekablar) väldigt sparsamma till antalet, om ens någon plats i Sverige. I vissa områden i Danmark och Norge finns lokationer med mildare vinterklimat där palmen kan kultiveras även utan vinterskydd.